# Grimoldby
Grimoldby is een civil parish in het bestuurlijke gebied East Lindsey, in het Engelse graafschap Lincolnshire.